# WTA de Maiorca
O WTA de Maiorca – ou Mallorca Open, na última edição – foi um torneio de tênis profissional feminino, de nível WTA International.
Realizado em Calvià, na ilha de Maiorca, no leste da Espanha, estreou em 2016. Os jogos eram disputados em quadras de grama durante o mês de junho. Foi cancelado depois de 2019, substituído pelo WTA de Birmingham, que foi rebaixado à WTA International.

## Finais

### Simples
| Ano  | Campeã               | Vice-campeã          | Resultado       |
| ---- | -------------------- | -------------------- | --------------- |
| 2019 | Sofia Kenin          | Belinda Bencic       | 26–7, 7–65, 6–4 |
| 2018 | Tatjana Maria        | Anastasija Sevastova | 6–4, 7–5        |
| 2017 | Anastasija Sevastova | Julia Görges         | 6–4, 3–6, 6–3   |
| 2016 | Caroline Garcia      | Anastasija Sevastova | 6–3, 6–4        |

### Duplas
| Ano  | Campeãs                                        | Vice-campeãs                                    | Resultado        |
| ---- | ---------------------------------------------- | ----------------------------------------------- | ---------------- |
| 2019 | Kirsten Flipkens Johanna Larsson               | María José Martínez Sánchez Sara Sorribes Tormo | 6–2, 6–4         |
| 2018 | Andreja Klepač María José Martínez Sánchez     | Lucie Šafářová Barbora Štefková                 | 6–1, 3–6, [10–3] |
| 2017 | Chan Yung-jan Martina Hingis                   | Jelena Janković Anastasija Sevastova            | w.o.             |
| 2016 | Gabriela Dabrowski María José Martínez Sánchez | Anna-Lena Friedsam Laura Siegemund              | 6–4, 6–2         |